# Stanisław Kruczek (samorządowiec)
Stanisław Kruczek (ur. 26 października 1965 w Błażowej) – polski samorządowiec, od 2014 radny Sejmiku Województwa Podkarpackiego i członek Zarządu Województwa Podkarpackiego, wieloletni prezes i twórca Spółdzielni Telekomunikacyjnej OST w Tyczynie.

## Życiorys
Syn Jana i Zofii. W 1991 ukończył Politechnikę Rzeszowską, uzyskując tytuł magistra inżyniera elektryka. W latach 1991–1992 był projektantem i kierownik Pracowni Projektowej Łączbud Sp. z o.o. w Rzeszowie. Następnie podjął pracę w Przedsiębiorstwie „Telekom” Sp. z o.o., gdzie do 1998 był głównym inżynierem sieci. W grudniu 1998 został prezesem w Okręgowej Spółdzielni Telefonicznej w Tyczynie. W tym samym roku ukończył studia podyplomowe z zakresu zarządzania sieciami telekomunikacyjnymi w warszawskim Instytucie Łączności. Był twórcą sukcesu Spółdzielni Telekomunikacyjnej OST w Tyczynie, upowszechniającej telefonię i usługi teleinformatyczne na obszarach wiejskich, które zaowocowało utworzeniem „Doliny Strugu”.
W 1995 abp Józef Michalik powierzył mu misję zakładania parafialnych oddziałów Akcji Katolickiej. Później został jej koordynatorem w Dekanacie Błażowa oraz członkiem Rady Duszpasterskiej archidiecezji przemyskiej. Od 2007 przez kilka lat pełnił społecznie funkcję Ludowego Klubu Sportowego Błażowianka.
W latach 1990–1998 pełnił funkcję przewodniczącego Rady Miejskiej w Błażowej (w 1990 został wybrany z ramienia Komitetu Obywatelskiego „Solidarność”). W latach 90. był członkiem partii Polskie Stronnictwo Ludowe – Porozumienie Ludowe. Od 2000 do 2001 przewodniczył Społecznemu Komitetowi Gazyfikacji wsi Futoma. W 2006 z listy Prawa i Sprawiedliwości zdobył mandat radnego powiatu rzeszowskiego, gdzie przewodniczył Komisji Spraw Gospodarczych i Transportu, Komisji Budżetowej oraz był członkiem Rady Społecznej największego w regionie SP ZOZ nr 2 w Rzeszowie. W 2010 uzyskał reelekcję. Później odszedł z PiS, zostając lokalnym koordynatorem Solidarnej Polski. W 2013 opuścił ją, współtworząc Polskę Razem, w której stanął na czele struktur podkarpackich oraz zasiadł w zarządzie krajowym. W 2014 (startując z listy PiS jako przedstawiciel Polski Razem) został radnym województwa podkarpackiego i członkiem jego zarządu. Po przekształceniu w 2017 Polski Razem w Porozumienie, stanął na czele struktur tej partii w okręgu rzeszowskim. Zostawał też członkiem zarządu krajowego partii. W 2018 uzyskał reelekcję do sejmiku i ponownie zasiadł w zarządzie województwa. W 2019 bezskutecznie kandydował do Parlamentu Europejskiego oraz do Sejmu. W sierpniu 2021 odszedł z Porozumienia. W 2022 zgłosił ponownie akces do PiS. Jako członek tej partii w 2023 ponownie kandydował bez powodzenia na posła, a w 2024 uzyskał reelekcję do sejmiku podkarpackiego. Zakończył zasiadanie w zarządzie województwa.

## Odznaczenia
- Srebrny Krzyż Zasługi – 2024[8]